# Cua de ventall ratllat
El cua de ventall ratllat (Rhipidura verreauxi) és un ocell de la família dels ripidúrids (Rhipiduridae). En anglès: Streaked Fantail.
.

## Hàbitat i distribució
Habita els boscos del sud-oest de la Polinèsia, des de Vanuatu fins Nova Caledònia i les illes Fiji.

## Taxonomia
Considerada una espècie de ple dret a la classificació del Congrés Ornitològic Internacional versió 13.2, 2023, altres autors la separen en 4 espècies diferents:
- Rhipidura verreauxi (sensu stricto) -	cua de ventall de Nova Caledònia.[3] Nova Caledònia i les properes illes de la Lleialtat.
- Rhipidura spilodera Gray, GR, 1870 - cua ventall de les Vanuatu.[4] Des de Vanua Lava, a les illes Banks orientals fins Efate, a les Vanuatu.
- Rhipidura layardi Salvadori, 1877 - cua de ventall de les Fiji.[5] Viti Levu i Ovalau, a les illes Fiji occidentals.
- Rhipidura rufilateralis Sharpe, 1879 - cua de ventall de Taveuni.[6] L'illa de Taveuni, a les Fiji centrals.